# 久野久
久野久（1910年1月7日—1969年8月6日）是日本岩石學家和火山學家。理學博士。出生於東京。東京大學教授。日本學士院獎獲獎者。

## 外部連結
- . kotobank （日语）.